# Chost
Chost (auch Khowst, Paschtu/Dari: خوست, DMG Ḫawst) ist eine Stadt im Osten Afghanistans und zugleich Hauptstadt der Provinz Chost, einer Gebirgsregion nahe der Grenze zu Pakistan. 
Chost hat eine Universität.

## Geschichte
Während der sowjetischen Intervention in den 1980er Jahren war die Stadt mehr als acht Jahre lang unter Belagerung. Der Flughafen Chost mit seiner 2700 Meter langen Startbahn diente als Basis für Helikopter-Operationen der sowjetischen Armee. Ab Mai 2007 nutzten die US-amerikanischen Streitkräfte den Flugplatz im Afghanistankrieg.
Am 20. August 1998 beschoss die Marine der Vereinigten Staaten unter Präsident Bill Clinton Ausbildungslager der al-Qaida unweit der Stadt mit Marschflugkörpern. Die Central Intelligence Agency (CIA) ging, kurz nach den Terroranschlägen auf die Botschaften der Vereinigten Staaten in Daressalam und Nairobi davon aus, dass sich in den vermuteten Terrorcamps Osama bin Laden befinde.
Am 18. Februar 2011 sprengte sich ein Selbstmordattentäter am Marktplatz in die Luft. Dabei starben 8 Menschen und 18 wurden verletzt.
Am 20. Juni 2012 sprengte sich erneut ein Selbstmordattentäter auf einem Motorrad am Marktplatz in die Luft. Ziel war eine gemeinsame Patrouille von NATO und afghanischen Kräften. Bei dem Anschlag wurden mindestens 17 Menschen getötet und 37 weitere verletzt. Am 27. Mai 2017 kam es zu einem weiteren Sprengstoffanschlag. Mindestens 18 Menschen wurden getötet.

## Persönlichkeiten
- Mujeeb Ur Rahman (* 2001), Cricketspieler
- Ibrahim Zadran (* 2001), Cricketspieler